# Epiplema diffiniaria
Epiplema diffiniaria är en fjärilsart som beskrevs av Walker 1861. Epiplema diffiniaria ingår i släktet Epiplema och familjen Uraniidae. Inga underarter finns listade i Catalogue of Life.